# Pellenes sibiricus
Pellenes sibiricus là một loài nhện trong họ Salticidae.
Loài này thuộc chi Pellenes. Pellenes sibiricus được Dmitri Viktorovich Logunov & Yuri M. Marusik miêu tả năm 1994.